# Fusagasugá

Fusagasugá é um dos 116 municípios do departamento de Cundinamarca na região central de Colômbia. Conhecida como "Cidade Jardim da Colômbia" também chamada “Terra Grata”, é a capital da Província do Sumapaz e um importante núcleo de desenvolvimento no sul do departamento.
Fusagasugá conta com 107.259 habitantes, adicionalmente apresenta um alto volume de população não residente por ser um importante centro regional de comércio e serviços; com grande aptidão como cidade educativa universitaria e de turismo ambiental por ser próxima a capital do país. A cidade esta localizada em uma verde meseta banhada pelos rios Cuja e Chocho ou Panches, rodeada pelos cerros Quininí e Fusacatán que formam um esplendoroso vale, com um clima e uma paisagem sem igual. É precursora do ritmo original da Rumba criolla. Cidade que abre suas portas com o slogan "Seja feliz a considerar-se fusagasugueño".

## Localização
Fusagasugá se encontra localizada entre os 4º 21' 00" Latitude Norte e os 74º 24' 00" de Longitude Ocidental (Lat: 004º 20' 38" N / Long: 074º 22' 04" O).
A una distancia de 64 quilómetros (39.76 millas), ao sul-ocidente da capital Bogotá no departamento de Cundinamarca e é a capital da Provincia del Sumapaz que esta formada por 10 municípios: Silvania, Tibacuy, Pasca, Arbelaéz, Pandi, San Bernardo, Venecia, Cabrera, Granada e Fusagasugá.

## Dados Básicos
Por Decreto Departamental Nº. 290 de 20 de dezembro de 1895 Fusagasugá foi erguida capital do Sumapaz, provincia criada por Decreto Nacional 489 de 7 de novembro do mesmo ano, a sua vez ratificada por Lei 162 de 1.896.
O município de Fusagasugá se divide na parte urbana em 6 comunas e na rural em 5 corregimentos:
- Comunas: Norte, Centro, Oriental Sul, Ocidental e Sul Ocidental.

- Corregimentos: Norte, Oriental, Ocidental, Sul Ocidental e Sur Oriental.

### Limites
- Norte: com os Municípios de Silvania e Sibaté.
- Sur: com os Municípios de Arbeláez e Icononzo.
- Oriente: com os Municípios de Pasca e Sibaté.
- Ocidente: com os Municípios de Tibacuy e Silvania.

### Paginas web e sites Oficiais
- Departamento de Cundinamarca
- Alcaldia de Fusagasugá
- Universidade de Cundinamarca

### Páginas e sites web sobre Fusagasugá
- Fusagasuga.com.co
- FusaCity: Reportagens, Historias e Idéias para uma Melhor Cidade
- Turismo e comercio em Fusagasugá
- A Revolução da Cuchara - Comando Fusagasugá
- Novenopiso
- Uma Mirada a Fusagasugá